# ポーター (ミサイル駆逐艦)
|          | |
| 艦歴     | |
| 発注     | 1994年7月20日                                                                                              |
| 起工     | 1996年12月2日                                                                                              |
| 進水     | 1997年11月12日                                                                                             |
| 就役     | 1999年3月20日                                                                                              |
| 退役     | |
| その後   | 就役中 |
| 要目     | |
| 排水量   | 満載: 8,776 トン                                                                                           |
| 全長     | 153.9 m (505 ft)                                                                                           |
| 全幅     | 20.1 m (66 ft)                                                                                             |
| 吃水     | 9.4 m (31 ft)                                                                                              |
| 機関     | COGAG方式                                                                                                  |
| 機関     | LM 2500-30ガスタービンエンジン (27,000shp) ×4基                                                            |
| 機関     | 可変ピッチプロペラ（5翔）×2軸                                                                              |
| 最大速   | 31ノット                                                                                                   |
| 航続距離 | 4,400 海里（20ノット時）                                                                                   |
| 乗員     | 士官、兵員 337名                                                                                           |
| 兵装     | Mk.45 mod.2 5インチ単装砲 ×1基                                                                             |
| 兵装     | Mk.38 25mm単装機関砲 ×2基                                                                                  |
| 兵装     | Mk.15 20mmCIWS×1基                                                                                         |
| 兵装     | SeaRAM×1基                                                                                                 |
| 兵装     | M2 12.7mm機銃 ×4挺                                                                                         |
| 兵装     | Mk.41 mod.2 VLS ×90セル - SM-2MR/ER SAM - SM-3 ABM - ESSM 短SAM - VLA SUM - トマホーク SLCM などを発射可能 |
| 兵装     | ハープーンSSM 4連装発射筒×2基                                                                              |
| 兵装     | Mk.32 3連装短魚雷発射管×2基                                                                                |
| 艦載機   | ヘリコプター甲板のみ, 格納庫なし                                                                           |
| C4ISTAR  | NTDS mod.5 (リンク 11/16)                                                                                  |
| C4ISTAR  | AWS B/L 5 (Mk.99 GMFCS×3基)                                                                                |
| C4ISTAR  | AN/SQQ-89                                                                                                  |
| センサ   | AN/SPY-1D 多機能レーダー×4面                                                                               |
| センサ   | AN/SPS-67 対水上レーダー×1基                                                                               |
| センサ   | AN/SQS-53C艦首装備ソナー                                                                                   |
| センサ   | AN/SQR-19 曳航ソナー                                                                                       |
| 電子戦   | AN/SLQ-32(V)3 ESM/ECM装置                                                                                  |
| 電子戦   | Mk.36 mod.12 デコイ発射装置                                                                                |
| モットー | Freedom's Champion                                                                                         |

ポーター (英語: USS Porter, DDG-78) は、アメリカ海軍のミサイル駆逐艦。アーレイ・バーク級ミサイル駆逐艦の28番艦。艦名はデヴィッド・ディクソン・ポーター代将および彼の息子のデヴィッド・ディクソン・ポーター海軍大将に因む。

## 艦歴
・2007年10月28日、パナマ船籍で日本の海運会社が所有しているケミカルタンカー「ゴールデン・ノリ」（6,253トン）を乗っ取った海賊船を砲撃、2隻を撃沈した。
・2012年8月13日、パナマ船籍で日本の商船三井が所有している原油タンカー「OTOWASAN」（315,000t)とポーターがホルムズ海峡で衝突、両船、艦ともけが人は出なかった。
・2016年3月、後部のMk.15 20mmCIWSをSeaRAMに換装している。
・2017年4月7日、化学兵器を使ったとされるシリアのアサド政権側への報復措置として、シャイラト空軍基地に向けて駆逐艦「ロス」ともに巡航ミサイル合計59発を発射した（シャイラト空軍基地攻撃）。